# Quintana dels Sors

La Quintana dels Sors, respecte del terme de Castellcir

La Quintana dels Sors és una quintana, camps de conreu al costat mateix d'una masia, del terme municipal de Castellcir, a la comarca del Moianès. Pertany a l'enclavament de la Vall de Marfà.
Està situada al nord de la masia dels Sors, a la dreta de la Golarda i del torrent de Serramitja.